# Emiliano González
Emiliano González Arquez (* 20. September 1969) ist ein ehemaliger andorranischer Fußballspieler, der zwischen 1991 und 2004 für den FC Andorra spielte. Von 1998 bis 2003 spielte er in der andorranischen Fußballnationalmannschaft und bestritt dort 37 Länderspiele (3 Tore).